# Lăpugiu de Jos, Hunedoara
Lăpugiu de Jos este satul de reședință al comunei cu același nume din județul Hunedoara, Transilvania, România.

## Monumente istorice
- Biserica de lemn „Adormirea Maicii Domnului”

## Note

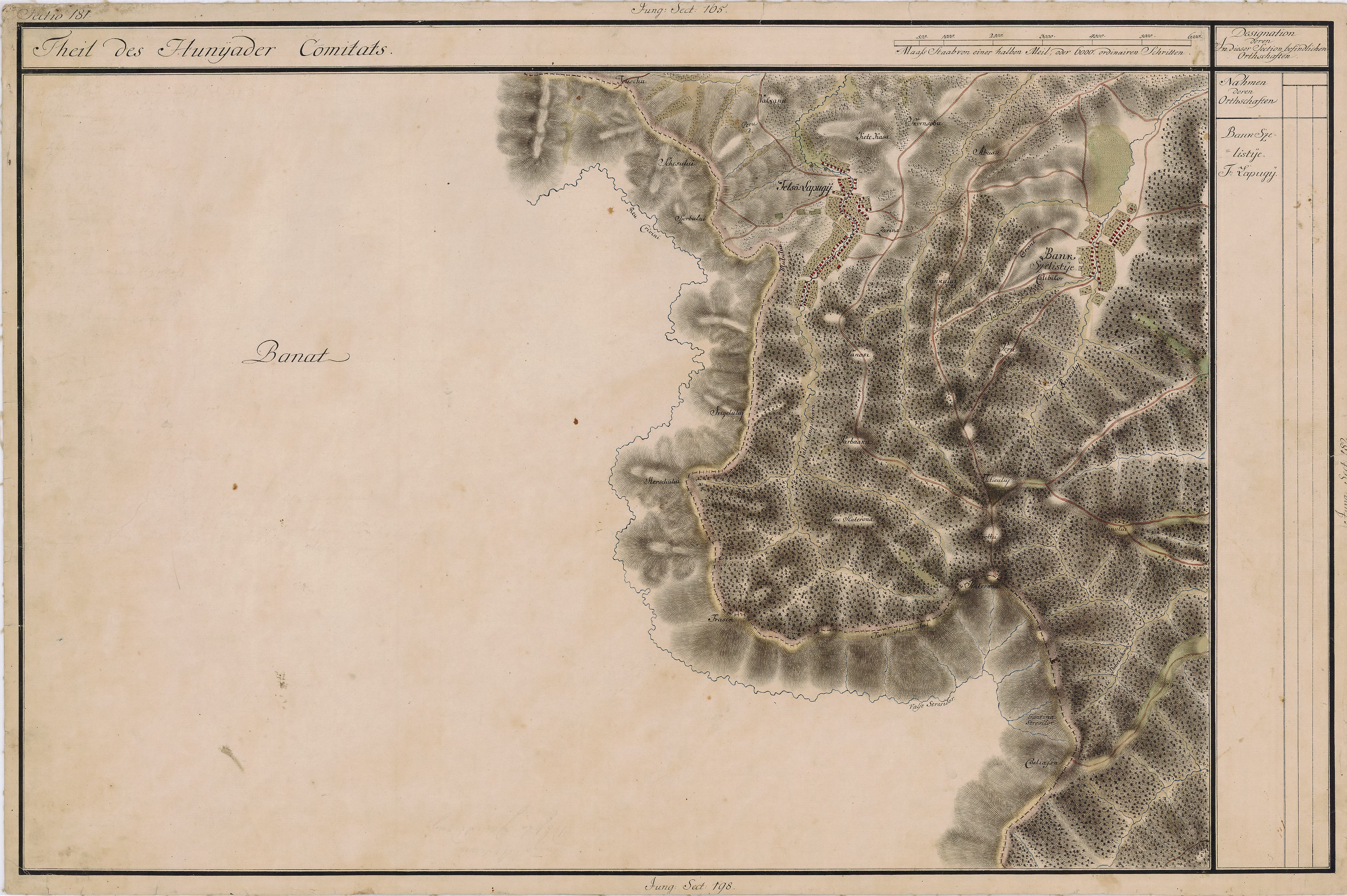
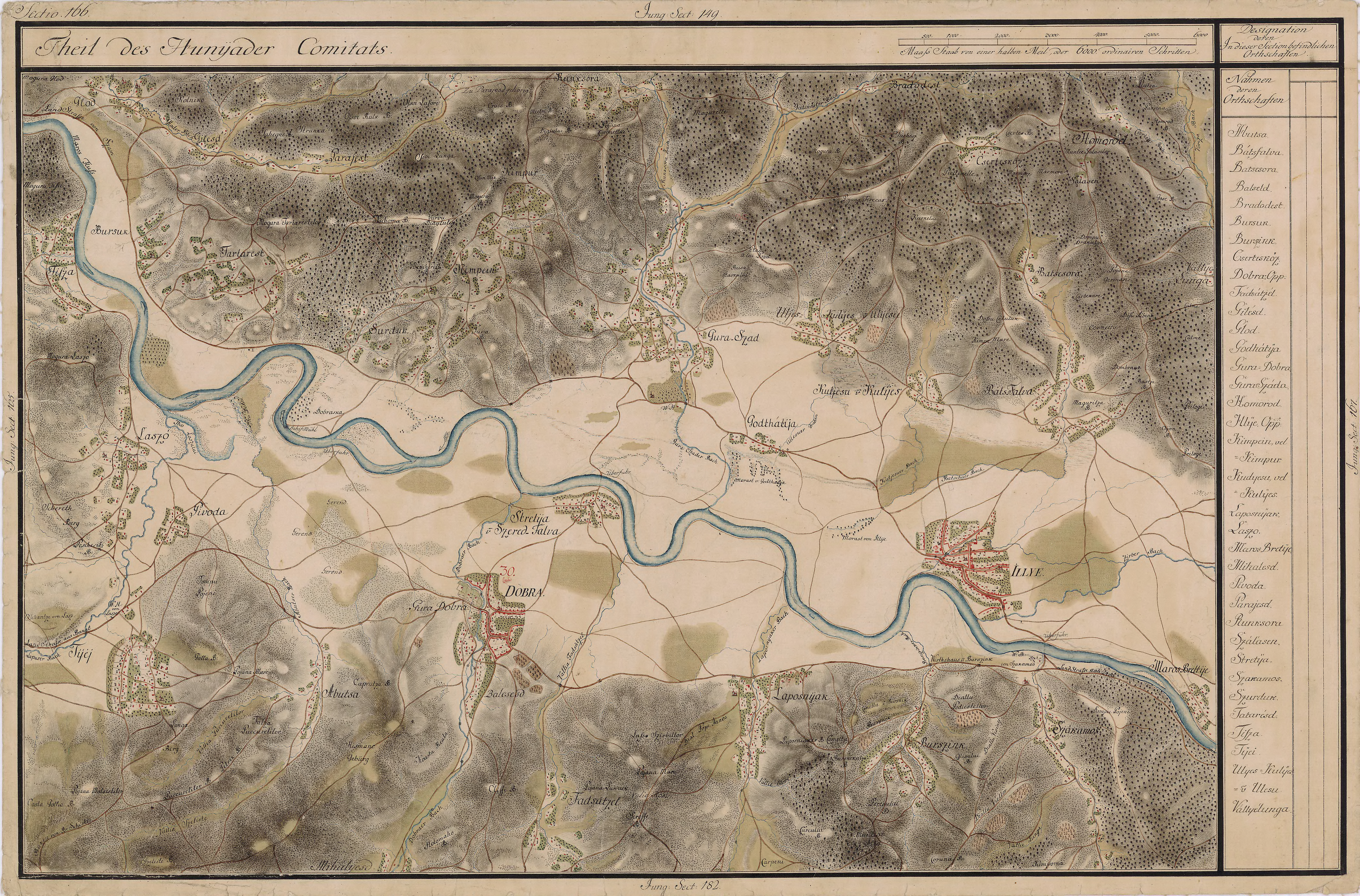